# Rhinocricus hicksoni
Rhinocricus hicksoni är en mångfotingart som beskrevs av Pocock 1894. Rhinocricus hicksoni ingår i släktet Rhinocricus och familjen Rhinocricidae. Inga underarter finns listade i Catalogue of Life.